# 헤이세이 지쿠호 철도 이토다선
이토다 선(일본어: 糸田線)은 일본 후쿠오카현 다가와군 후쿠치정의 가나다역부터 다가와시의 다가와고토지역에 이르는 헤이세이 지쿠호 철도의 철도 노선이다. 일본국유철도 시절의 특정 지방 교통선이었던 규슈 여객철도 이토다 선을 승계한 노선이다.

## 노선 정보
- 관할 (사업 종별) : 헤이세이 지쿠호 철도 (제 1 종 철도 사업자)
- 구간 (영업 거리) : 가나다 - 다가와고토지 구간 6.8 km
- 궤간 : 1,067mm
- 역 수 : 6역 (기.종점역 포함)
- 복선화 구간 : 없음 (전 구간 단선)
- 전철화 구간 : 없음 (전 구간 비전철화)
- 폐색 방식 : 특수 자동 폐색식 (궤도 회로 검지식).

## 역 목록
| 역명         | 일어 역명  | 역간 거리 | 영업 거리 | 접속 노선                               | 소재지   | 소재지   |
| ------------ | ---------- | --------- | --------- | --------------------------------------- | -------- | -------- |
| 가나다       | 金田       | -         | 0.0       | 헤이세이 지쿠호 철도 이타 선            | 다가와군 | 후쿠치정 |
| 부젠오쿠마   | 豊前大熊   | 1.5       | 1.5       |                                         | 다가와군 | 이토다정 |
| 마쓰야마     | 松山       | 0.6       | 2.1       |                                         | 다가와군 | 이토다정 |
| 이토다       | 糸田       | 1.3       | 3.4       |                                         | 다가와군 | 이토다정 |
| 오야부       | 大藪       | 1.5       | 4.9       |                                         | 다가와시 | 다가와시 |
| 다가와고토지 | 田川後藤寺 | 1.9       | 6.8       | 규슈 여객철도 히타히코산 선 · 고토지 선 | 다가와시 | 다가와시 |